# Stellaria media
Il centocchio comune (Stellaria media (L.) Vill.,  1789) è una piccola pianta (alta fino a 40 cm) bienne, di aspetto erbaceo e molto comune sul territorio italiano, appartenente alla  famiglia delle Caryophyllaceae.

## Etimologia
Il nome del genere (Stellaria) è di origine latina e fa riferimento alla forma stellata del fiore. I nomi comuni (specialmente quelli vernacolari) fanno facilmente riferimento agli animali pennuti (sia uccelli che animali da pollaio) che si cibano delle giovani piante e dei suoi semi.

In inglese questa pianta si chiama: Chickweed; mentre i francesi la chiamano: Mouron des oiseaux; i tedeschi la chiamano: Vogelmiere.

## Descrizione

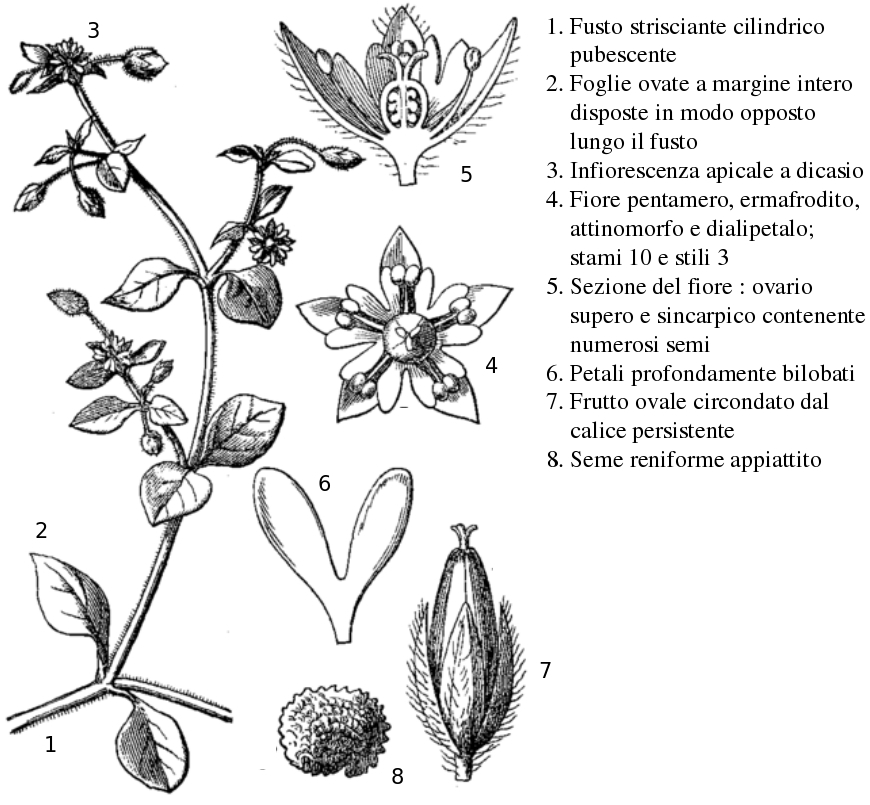
Descrizione delle parti della pianta

Normalmente questa pianta è strisciante e piccola, ma in certi casi può arrivare fino a 80 cm di estensione. La forma biologica della pianta è emicriptofita bienne/terofita reptante  (T rept/H bien) : piante a ciclo biennale con fusti striscianti e con gemme poste a livello del terreno.

### Radici
Le radici sono sottili è sono del tipo fittonante.

### Fusto
Il fusto è strisciante o sdraiato di colore rossastro, mentre i rami sono ascendenti a sezione cilindrica con 1 o 2 file di peli alternate presenti soprattutto negli internodi. È una pianta molto ramosa; la ramosità si sviluppa per propaggine ai nodi che spesso producono radici se sono a contatto col terreno. 

### Foglie

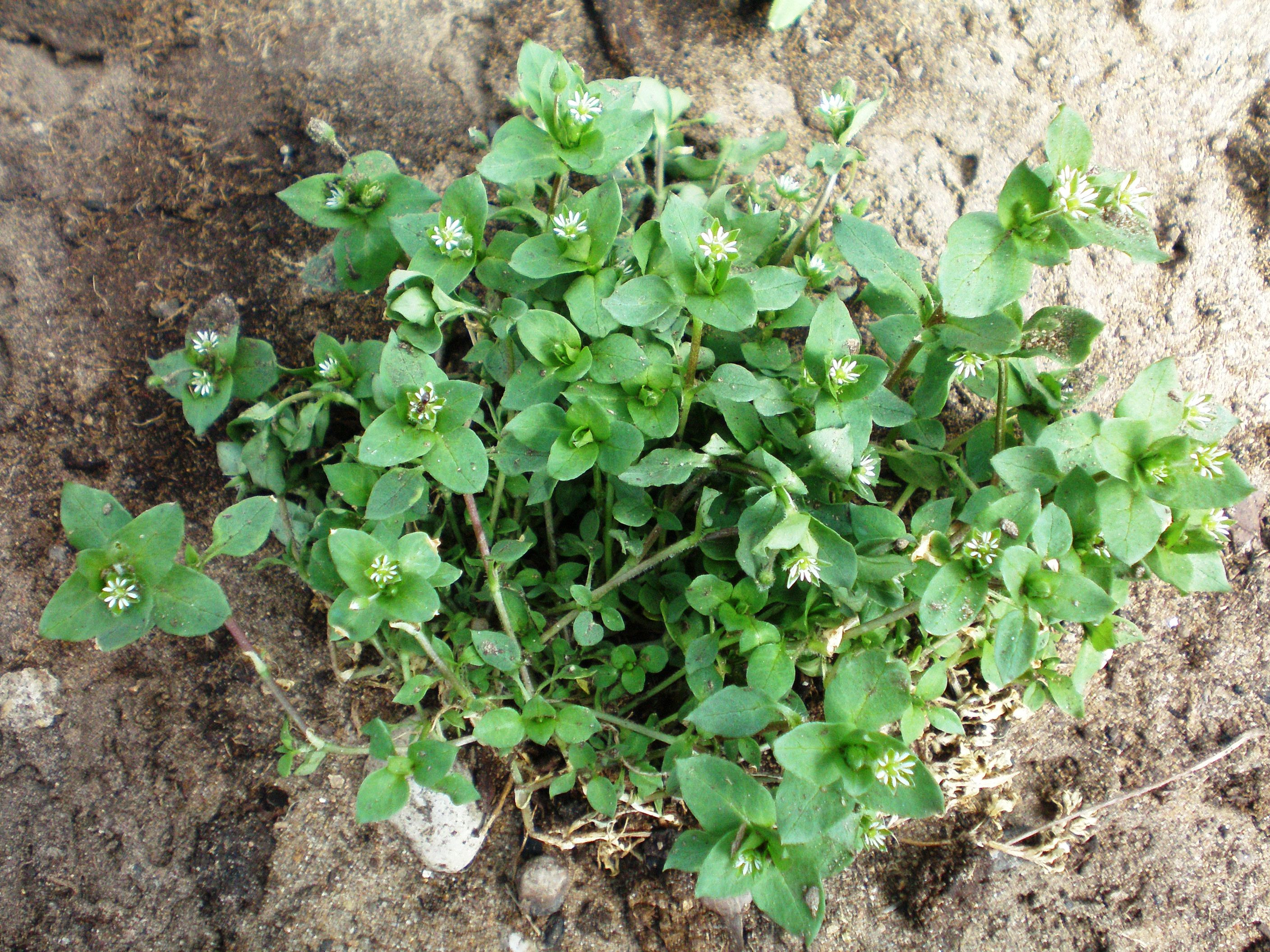
Le foglie

La forma delle foglie è ovata o ellittica – cuoriforme con base arrotondata e apice acuto; il margine è intero; sono inoltre glabre.  Le foglie basali sono picciolate, quelle superiori sono sessili. Il picciolo e pubescente o cigliato. La disposizione delle foglie lungo il fusto è opposta. Dimensioni delle foglie: 1 – 2 cm.

### Infiorescenza
L'infiorescenza a dicasio normalmente si trova all'apice della ramosità, ma a volte è disposta all'ascella di brattee verdi (in questo caso si tratta di un singolo fiore). I peduncoli di sostegno del fiore sono lievemente riflessi. Lunghezza dei peduncoli fiorali: 1 – 3 cm.

### Fiori

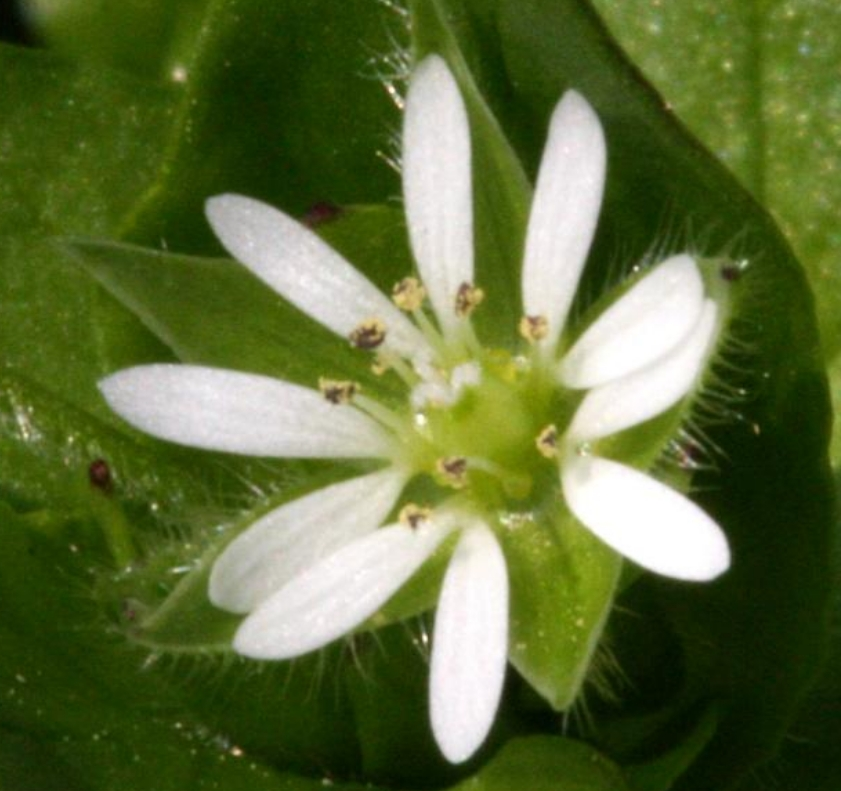
Il fiore

I fiori sono pentameri, ermafroditi, attinomorfi, dialipetali ed eteroclamidati.
- Calice: i 5 sepali sono liberi fra di loro ed hanno la forma ovale-oblunga con apice ottuso, sono lunghi 3 – 5 mm. I sepali sono inoltre cigliati.
- Corolla: i 5 petali, anche questi liberi sono bilobati (cioè divisi in due parti fin quasi alla base) e completamente bianchi, sono uguali o lunghi 2/3 dei sepali (a volte sono mancanti). I petali durante la notte o in caso di cattivo tempo si chiudono.
- Androceo: gli stami sono variabili (normalmente sono da 3 a 5, ma possono arrivare fino a 10 e a volte addirittura sono completamente assenti).
- Gineceo: l'ovario e supero e sincarpico; gli stili sono 3.
- Fioritura: normalmente da aprile a giugno; secondo le zone più o meno temperate cresce in preferenza nei mesi invernali quando il terreno è umido o ricco d'acqua e può fiorire da gennaio a dicembre; .

### Frutti

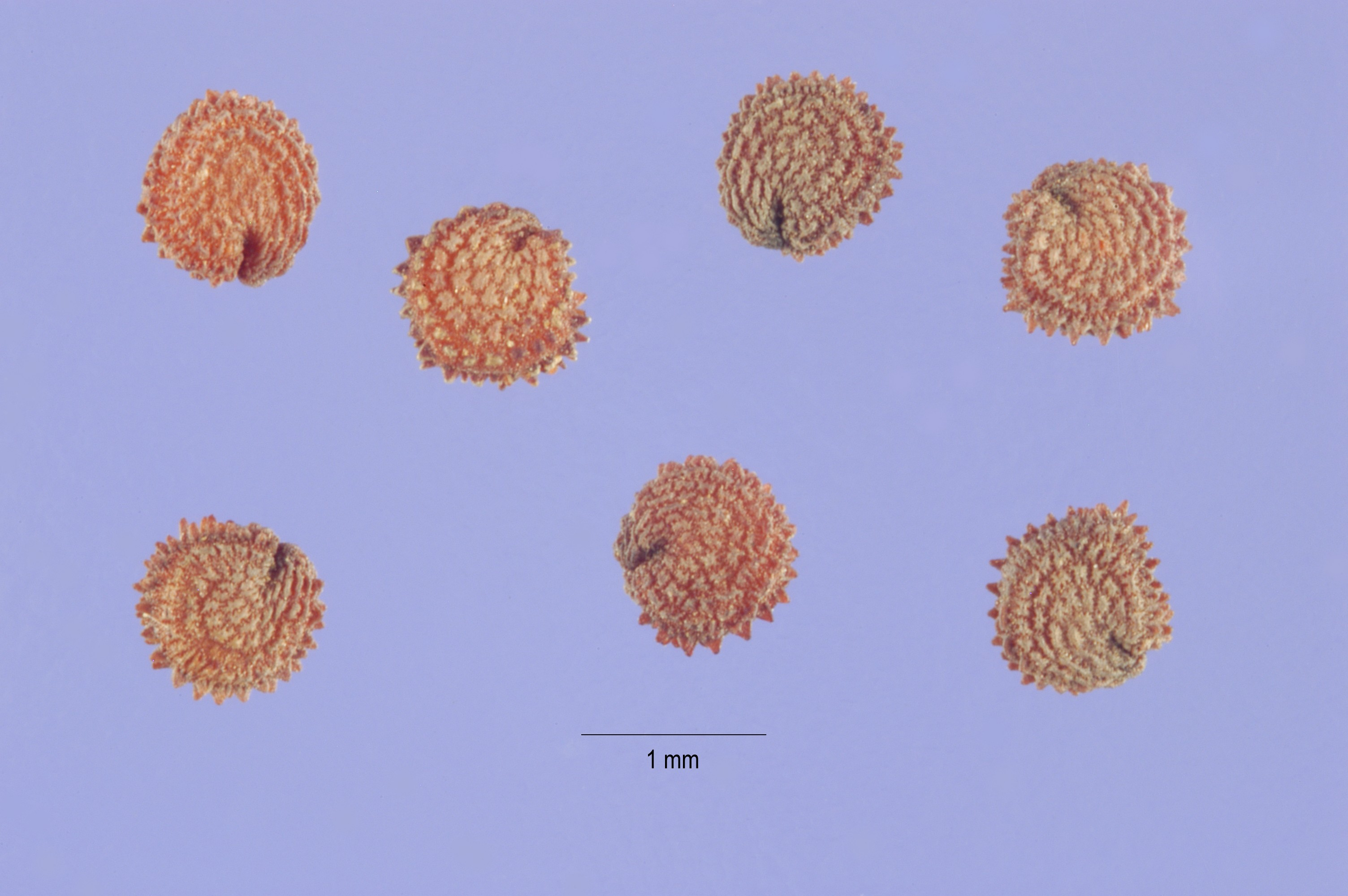
I semi

Il frutto consiste in una capsula ovale (o piriforme) deiscente (a maturità) per 6 denti lunghi un terzo della lunghezza della capsula mentre la capsula può essere lunga 1,5 – 2 volte il calice che è persistente. All'interno  sono contenuti diversi semi reniformi appiattiti di colore brunastro provvisti sul dorso di 4 serie di protuberanze tondeggianti. La dimensione dei semi va da 0,8 a 1,3 mm.

## Biologia
- Impollinazione: tramite api[2] e mosche.

## Distribuzione e habitat
- Geoelemento: il geoelemento di questa specie è Cosmop. ossia “Cosmopolita”, è quindi una pianta relativa a tutte le zone del mondo, nessuna in particolare evidenza. Probabilmente si tratta di una pianta archeofita, inizialmente di origine mediterranea, e poi in seguito divenuta cosmopolita.
- Distribuzione: la specie è diffusa in tutto il mondo e in Italia è comunissima.
- Habitat: questa pianta si trova un po' dappertutto nei campi coltivati, nelle zone frequentate dal bestiame, nei giardini ma anche in zone ruderali e sui margini di strade e sentieri. È facile trovarla anche nei centri urbani (è una pianta sinantropa). In effetti questa pianta è indifferente al tipo di suolo; comunque è nitrofila.
- Distribuzione altitudinale: dal piano fino a 1600 m s.l.m., raramente fino a 2500 m s.l.m..

## Tassonomia

### Sottospecie
Sono note le seguenti sottospecie:
- Stellaria media subsp. media
- Stellaria media subsp. romana Beger

### Variabilità
Stellaria media insieme ad altre due specie (Stellaria neglecta e Stellaria pallida) formano un instabile complesso polimorfo per la presenza di individui diploidi e tetraploidi. La variabilità si manifesta attraverso diversi caratteri; qui ne elenchiamo alcuni:
- la pelosità in generale,
- la forma delle foglie,
- la lunghezza delle varie parti delle piante,
- la forma dei sepali,
- lo sviluppo dei petali,
- il numero degli stami.

Alcuni autori individuano fino a 50 forme intermedie per questa specie, questo perché i caratteri possono mescolarsi in ogni possibile combinazione.

### Specie simili
Le due specie seguenti, insieme alla  Stellaria media, appartengono ad un gruppo di specie molto simili (vedi il paragrafo “Variabilità”):
- Stellaria neglecta Weihe: i petali sono più grandi dei sepali; gli stami sono più numerosi (quasi sempre 10); la dimensione dei semi va da 1,1 a 1,7 mm.
- Stellaria pallida (Dumort.) Piré: i petali sono quasi nulli o assenti; i sepali sono piccoli (minori di 3 mm); i semi sono minori di 0,8 mm.

## Usi

### Farmacia
- Sostanze presenti: saponine, sali alcalini, tannino, vitamine del gruppo B e C.
- Proprietà curative: diuretiche (facilita il rilascio dell'urina), vulnerarie (guarisce ferite)  e astringenti (limita la secrezione dei liquidi), galattogoga (aumenta la secrezione lattea), carminativa (favorisce la fuoriuscita dei gas intestinali), espettorante (favorisce l'espulsione delle secrezioni bronchiali), lassativa (ha proprietà purgative) e diaforetica (agevola la traspirazione cutanea).
- Parti usate: foglie e semi, raccolti in estate; si usa sotto forma di infuso o tintura. Le parti prima vanno essiccate al sole. Vengono consigliati anche bagni al “Centocchio” per depurare la pelle (prurito, eczema, foruncoli) oppure impacchi sulle parti irritate.

### Cucina
In alcune zone il “centocchio” viene mangiato in insalata (solo le parti apicali), cotto o in forma di pesto; ma si deve fare attenzione per la presenza di saponina.

### Giardinaggio
Il “centocchio” se coltivato in giardino o in vaso non presenta particolari difficoltà. Deve essere sistemato in una zona semi – ombreggiante e va annaffiato molto spesso (il terreno deve risultare sempre umido). Si riproduce esclusivamente per seme, anche se i fusti possono emettere radici avventizie. In un anno una pianta può produrre oltre diecimila semi che (si dice) rimangono quiescenti, nel terreno, fino a 80 anni.

## Altre informazioni
- In più di qualche caso il “centocchio comune” è considerata una pianta infestante per il suo rapidissimo sviluppo; inoltre, occupa spazio altrimenti disponibile per specie più utili, e assorbe molto azoto dal terreno impoverendolo velocemente.
- Tra gli animali si è notato che le oche sono ghiotte di quest'erba. Sembra che stimoli la femmina all'imbecco della prole.
- È spesso confusa con la mordigallina.[3][4]

## Galleria d'immagini

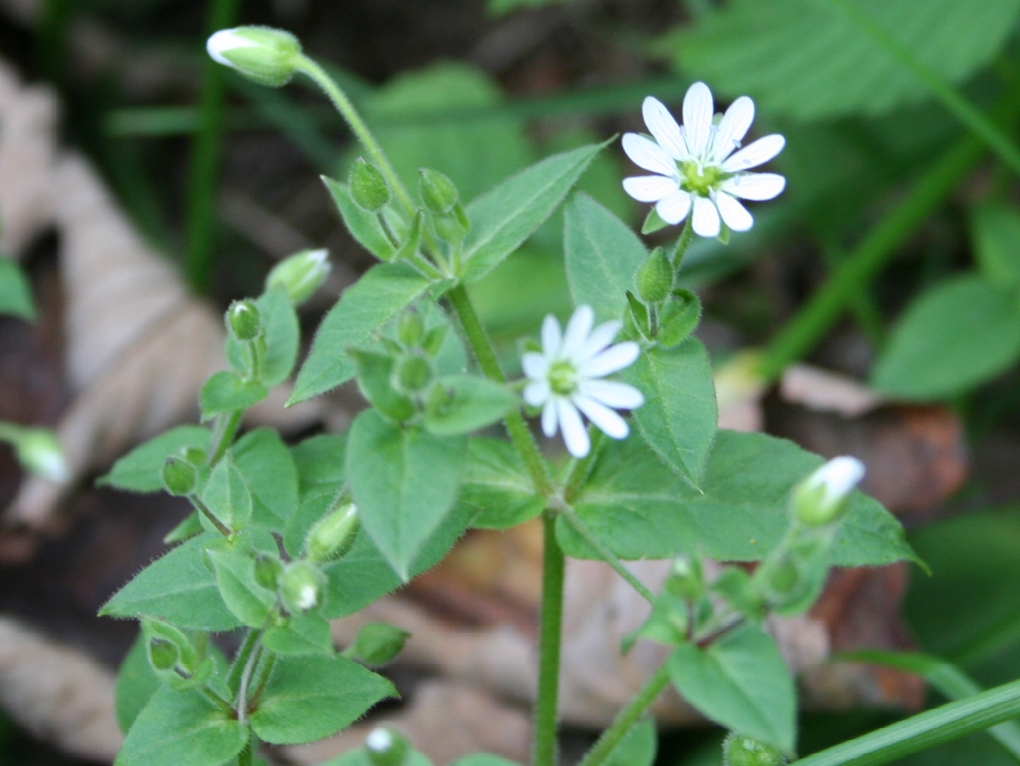
loc. Valmorel, com. Limana, prov. Belluno, quota 800 m s.l.m.
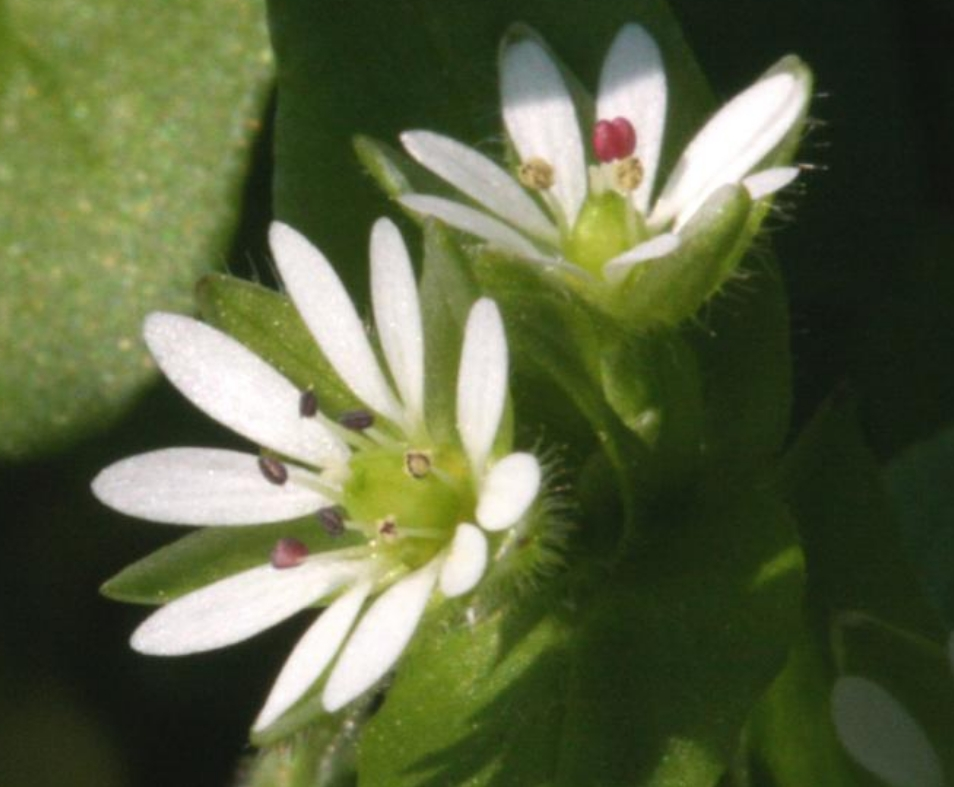
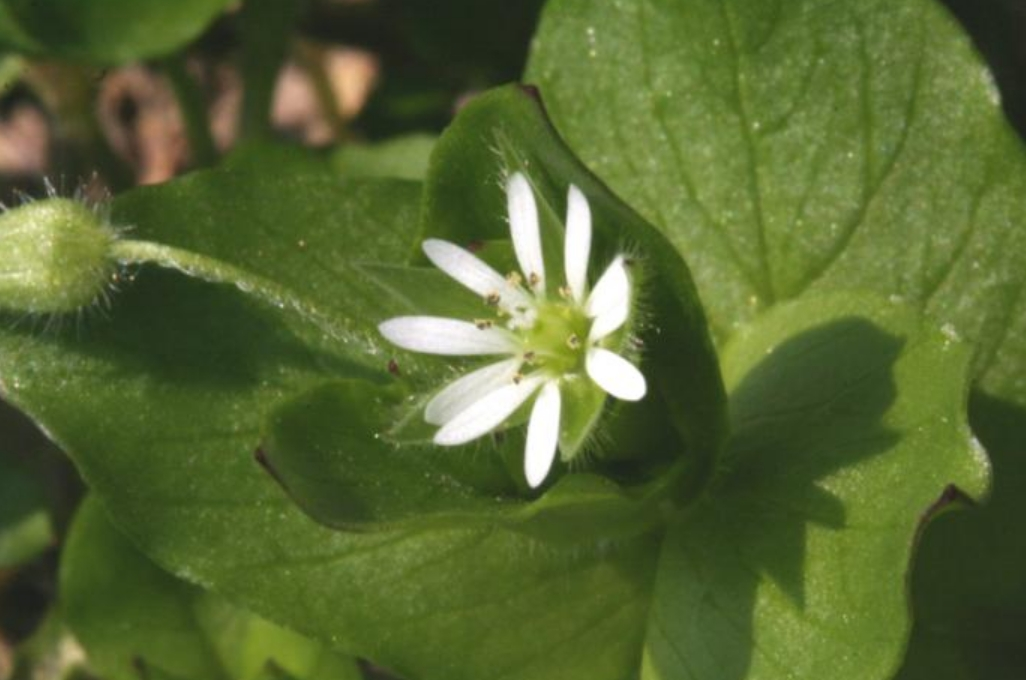